# Витт, Эдгар
Эдгар Витт (англ. Edgar E. Witt; 28 января 1876, округ Белл, Техас — 11 июля 1965, Остин, Техас) — американский политик, 29-й вице-губернатор Техаса (1931—1935).

## Биография
Эдгар Витт родился 28 января 1876 года в округе Белл (штат Техас), в семье Джеймса Монро Витта (James Monroe Witt) и Элизабет Витт, урождённой Симпсон (Elizabeth (Simpson) Witt).
Эдгар Витт окончил школу в Саладо, а затем продолжил своё обучение в Техасском университете в Остине, где он получил степени бакалавра искусств (B.A.) и доктора права (LLD). После этого, в 1906 году он начал заниматься юридической практикой в Уэйко (штат Техас).
В 1914 году Витт был избран в Палату представителей Техаса, и он начал свою работу в легислатуре Техаса в 1915 году и проработал там два года. После этого он был назначен прокурором города Уэйко, но через некоторое время ушёл с этого поста, чтобы во время Первой мировой войны начать свою службу в армии США в чине капитана.
Ещё будучи на военной службе, в 1918 году Витт был избран в Сенат Техаса, где он проработал сенатором шесть двухлетних сроков, с 1919 по 1931 год.
В 1930 году Витт участвовал в выборах в качестве кандидата на пост вице-губернатора Техаса и одержал победу, а губернатором Техаса был избран Росс Стерлинг. Витт проработал вице-губернатором с января 1931 года по январь 1935 года (первые два года губернатором был Росс Стерлинг, а затем Мириам Фергюсон).
В 1934 году Витт участвовал в выборах на пост губернатора Техаса, но потерпел поражение от Джеймса Оллреда. После этого, в 1935—1938 и 1943—1947 годах, он работал председателем комиссий по требованиям Мексики (англ. Special Mexican Claims Commission и American-Mexican Claims Commission), а в перерыве между этими назначениями продолжал свою юридическую практику в Уэйко. В 1947 году он был назначен руководителем комиссии по требованиям индейцев (англ. Indian Claims Commission), где он проработал до своего выхода на пенсию в 1960 году.
Эдгар Витт скончался 11 июля 1965 года в Остине и был похоронен на кладбище Оуквуд (англ. Oakwood Cemetery) в Уэйко.